# Abdullah al-Ahmar
Abdullah al-Ahmar (Al-Tall, 6 giugno 1936) è un politico siriano, Segretario generale assistente del Comando nazionale del Partito Ba'th (fazione siriana) dal 1971 al 2024.

## Biografia
Nato ad Al-Tall nell'allora mandato francese della Siria, al-Ahmar ha aderito al Partito Ba'th negli anni' 50 e si è laureato alla facoltà di legge dell'Università di Damasco nel 1964. In seguito è stato nominato governatore di Hama (1967-1969) e di Idlib (1969-1970). Nel 1970, la conferenza regionale siriana del Ba'th lo ha eletto segretario regionale insieme al generale Hafez al-Assad dopo un golpe interno al partito che ha espulso la fazione facente capo al generale Salah Jadid. Un paio di mesi più tardi, la fazione di Assad tenne un incontro e nominò un nuovo comando nazionale con Assad come Segretario generale e al-Ahmar come suo vice. Questo comando nazionale era in competizione con un'altra fazione del Partito Ba'th con base a Baghdad.
Nel 1980, al-Ahmar fu rieletto insieme ad Assad nella stessa posizione che deteneva sin dal 1971. Sin dalla morte di Assad avvenuta nel 2000, al-Ahmar è l'uomo con il più alto rango nel Partito Ba'th, dato che Bashar al-Assad è il segretario generale del Comando regionale.
il 25 luglio del 2013, al-Ahmar ha guidato una delegazione del Partito Ba'th in visita in Corea del Nord.